# Martin Pierre d'Alvimare
Martin Pierre d'Alvimare du Briou (Dreux (Centre-Vall del Loira), 18 de setembre, 1772 - París, 3 de juny, 1839), fou un músic, arpista i compositor francès. Va ser mestre d'arpa de Josefina de Beauharnais i després de la seva filla, Hortense de Beauharnais, que esdevindria la reina Hortense.

## Biografia
Martin Pierre d'Alvimare du Briou, era fill de Pierre d'Alvimare du Briou, advocat al Parlament i receptor de les gabelles, i de Cécile Doury de Sacy. Va rebre una excel·lent educació i va aprendre dibuix a una edat primerenca, així com el clavicèmbal i l'arpa. Notat pel duc de Penthièvre que vivia al proper castell d'Anet, va ser presentat per ell i la senyora de Lamballe a la cort als 7 anys, on va jugar davant la reina Maria Antonieta. El 1788 va compondre la seva primera òpera: Eglé.
Als 14 anys va rebre el càrrec de síndic de l'impost del seu pare, però el càrrec no li interessava i es podia fer per poder. Es va embarcar, doncs, en una carrera militar i es va convertir en el guardaespatlles de Lluís XVI, la qual cosa li va permetre compondre al seu gust. Va estar, doncs, al seu lloc durant la jornada del 10 d'agost de 1792 i va escapar miraculosament de la matança, refugiant-se amb el porter d'un dels seus amics que el va fer passar per fill malalt.
Inscrit a la llista d'emigrants, es va amagar amb un altre nom. No quedava gaire de la fortuna del seu pare, que havia estat confiscada. Per guanyar-se la vida, es va convertir en dissenyador d'una fàbrica de mocadors situada prop de Dreux, sota el nom de Dalvimare.
Al Consolat, eliminat de la llista d'emigrants, va tornar a París i va reprendre amb èxit les seves activitats musicals. Va ser admès com a arpista de l'Òpera el 1800 i com a músic de l'orquestra de cambra de Napoleó. El 1807, va tenir el títol de mestre d'arpa per a Joséphine i la seva filla Hortense. Conegut amb Malmaison, va freqüentar Talma, el general Lauriston, i era un amic íntim de Méhul.
Havent recuperat la seva fortuna anterior a la Revolució, va renunciar a tots els seus càrrecs el 1812 i es va retirar a Dreux on va passar la resta de la seva vida pintant i component.
Es va casar amb Anne Louise Didelot (morta el 1804) i el 1812 amb Alexandrine de Feuquières. Malalt, va anar a París per rebre tractament i allí va morir el 3 de juny de 1839.
Es va casar amb Anne Louise Didelot (mort el 1804) i el 1812 amb Alexandrine de Feuquières. Malalt, va anar a París per rebre tractament i allí va morir el 3 de juny de 1839.

## Obres
- Trois sonates pour harpe et violon ad libitum, op 2, 9, 12, 14, 15, 18 (3 par opus)
- Gran de sonate pour harpe avec violon, op 33
- 3 Duos pour harpe et piano, n° 1 op 22, n° 2 sans opus, n° 3 op 31
- Concerto pour harpe et orchestre en ut majeur, op 30
- Premier et Deuxième duo pour 2 harpes
- Plusieurs morceaux pour cor et harpe compost amb Frédéric Duvernoy
- Symphonie concertante pour cor, harpe et orchestre, amb Duvernoy (1798)

Arpa sola

- Recueil de romances, op 4, 13, 15, 20
- 3 Sonates, op 14
- 3 Grandes Sonates, op 18
- Thème varié pour harpe, op 21
- Scène pour la harpe, op 23
- Fantaisie sur le pas russe, op 24
- Airs russes variés, op 25
- Recueil d'airs connus pour la harpe
- Fantaisie et variations sur l'air de Léonce
- Air tyrolien varié
- Airs des Mystères d'Isis en pot-pourris et variés
- Fandango des Noces de Gamache varié
- Fantaisie sur l'air Mon cœur soupire
- Fantaisie sur l'air Un jeune troubadour
- Fantaisie sur un thème donné
- Fantaisie et douze variations sur un air piémontais
- Fantaisie et variations sur l'air Charmant ruisseau
- Airs et ouvertures d'opéras arrangés pour la harpe

Música vocal
- Egle, opéra comique (1788)
- Le Mariage par imprudence, opéra comique (1809)